# Sous l'emprise du pasteur : L'Histoire vraie de Mary Winkler
Sous l'emprise du pasteur : L'Histoire vraie de Mary Winkler (The Pastor's Wife) est un téléfilm américain réalisé par Norma Bailey, diffusé le 5 novembre 2011 sur Lifetime.

## Synopsis
À Selmer, dans le Tennessee, une mère de famille a priori sans histoires, Mary Winkler, est arrêtée pour avoir tué son mari, le pasteur de la communauté. Son avocat, Steve Farese, va tout faire pour qu'elle explique son geste lors de son procès…

## Fiche technique
- Titre original : The Pastor's Wife
- Titre français : Sous l'emprise du pasteur : L'Histoire vraie de Mary Winkler
- Réalisation : Norma Bailey
- Scénario : Robert L. Freedman (en), basé sur un roman de Diane Fanning (en)
- Pays d'origine :  États-Unis
- Langue originale : anglais
- Durée : 87 minutes

## Distribution
- Rose McGowan (VF : Sybille Tureau) : Mary Winkler
- Martin Cummins (VF : Maurice Decoster) : Steve Farese Senior
- Michael Shanks (VF : William Coryn) : Matthew Winkler
- Eric Keenleyside : Dan Winkler
- Dolores Drake : Diane Winkler
- Julia Sarah Stone : Hannah Winkler
- Lilah Fitzgerald : Emily Winkler
- Carrie Genzel (en) : Elizabeth Rice
- Kirby Morrow (en) : Walt Freeland
- Susan Hogan : Docteur Lynn Zager
- Mark McConchie : Juge Weber McCraw
- Kyra Zagorsky : Tara Bayless
- Donna White : Millie Anderson
- Jay Brazeau : Gene Castle
- Lisa Durupt : Debbie Johnson
- Jennifer Copping : Bobbi Hopewell
- Xantha Radley : Celia
- Dean Monroe McKenzie : Porte-parole
- Derek Morrison : Agent
- Andy Nez : Jim Parrish
- Brent Stait : Scott Bowden
- Eric Brecker : Mike Mills
- Corey Christofferson : Chris Riley
- Claude Duhamel : Jimmy
- Kathryn Kirkpatrick : Villageoise
- Carter Kinsella, Debra Donohue, Erin Simms et Cameron Park : Journalistes
- Jeremy Raymond : Réceptionniste au motel
- R. David Stephens : Président du jury
- Enid-Raye Adams : Guichetière